# Подарунок для найслабшого
«Подарунок для найслабшого» (рос. Подарок для самого слабого) — радянський мультиплікаційний фільм 1978 року.

## Сюжет
Лев дивився передачу «У світі тварин» і дізнався, що в лісі звірі ображають найслабшого — Зайчика. Лев вирішив відправити Зайчику посилку і написав на ній: «подарунок для найслабшого». Коли листоноша Дятел доставив посилку в ліс, до неї зібралися Лисиця, Кабан і Вовк і стали сперечатися, кому вона повинна дістатися. В результаті Вовк всіх відігнав і почав розкривати. Кришка відвалилася, і з посилки вискочив Лев. Він заричав: «Ну, хто тут найслабший?». Перелякані лисиця, вовк і Кабан розбіглися, а Зайчик пролепетав, що це він і став плакати, думаючи, що Лев його з'їсть. Лев сказав: «Дивак! Адже я приїхав, щоб заступитися за тебе!». Виявилося, Лев надіслав в подарунок їжу і самого себе, щоб завжди захищати Зайчика. В кінці мультфільму Лев і Зайчик крокують по лісі під музику Аріеля Раміреса «Жайворонок» — лейтмотив передачі «У світі тварин», а по дорозі навколо Лева збираються ще одні найслабші — Білченя і Борсук, яких він теж бере під свій захист.

## Творець
| режисер                   | Леонід Каюков |
| сценарист                 | Віталій Злотніков |
| художник-постановник      | Ніна Юсупова |
| художник                  | Ірина Троянова |
| художники-мультиплікатори | Віктор Лихачов, Марина Восканьянц, Віктор Шевков, Олександр Панов, Володимир Крумін, Марина Рогова, Федір Єлдінов, Ольга Орлова                                    |
| оператор                  | Борис Котов |
| композитор                | Ігор Єфремов |
| звукооператор             | Борис Фільчиков |
| директор                  | Любов Бутиріна |
| редактор                  | Наталія Абрамова |
| монтажер                  | Г. Смирнова |
| ролі озвучували:          | - В'ячеслав Богачов — Дятел-листоноша - Степан Бубнов — Кабан - Клара Румянова — Зайця - Ірина Карташева — Лисиця - Анатолій Папанов — Лев - Василь Ліванов — Вовк |

## Перевидання на DVD
Мультфільм неодноразово випускався на DVD у збірниках мультфільмів:
- «День Народження», «Союзмультфільм», дистриб'ютор: «Союз», мультфільми на диску:

«Уродини» (1959), «День народження бабусі»(1981), «подарунок для найслабшого» (1978), «Солодка казка»(1970), «Поні бігає по колу» (1974), «Просто так» (1976), «Сьогодні день народження» (1966), «Пригоди коника Кузі (історія перша)» (1990), «Пригоди коника Кузі (історія друга)» (1991), «Чарівні ліки» (1982), «Лошарик» (1971), «Так зійде» (1981).